# Degel Kachol

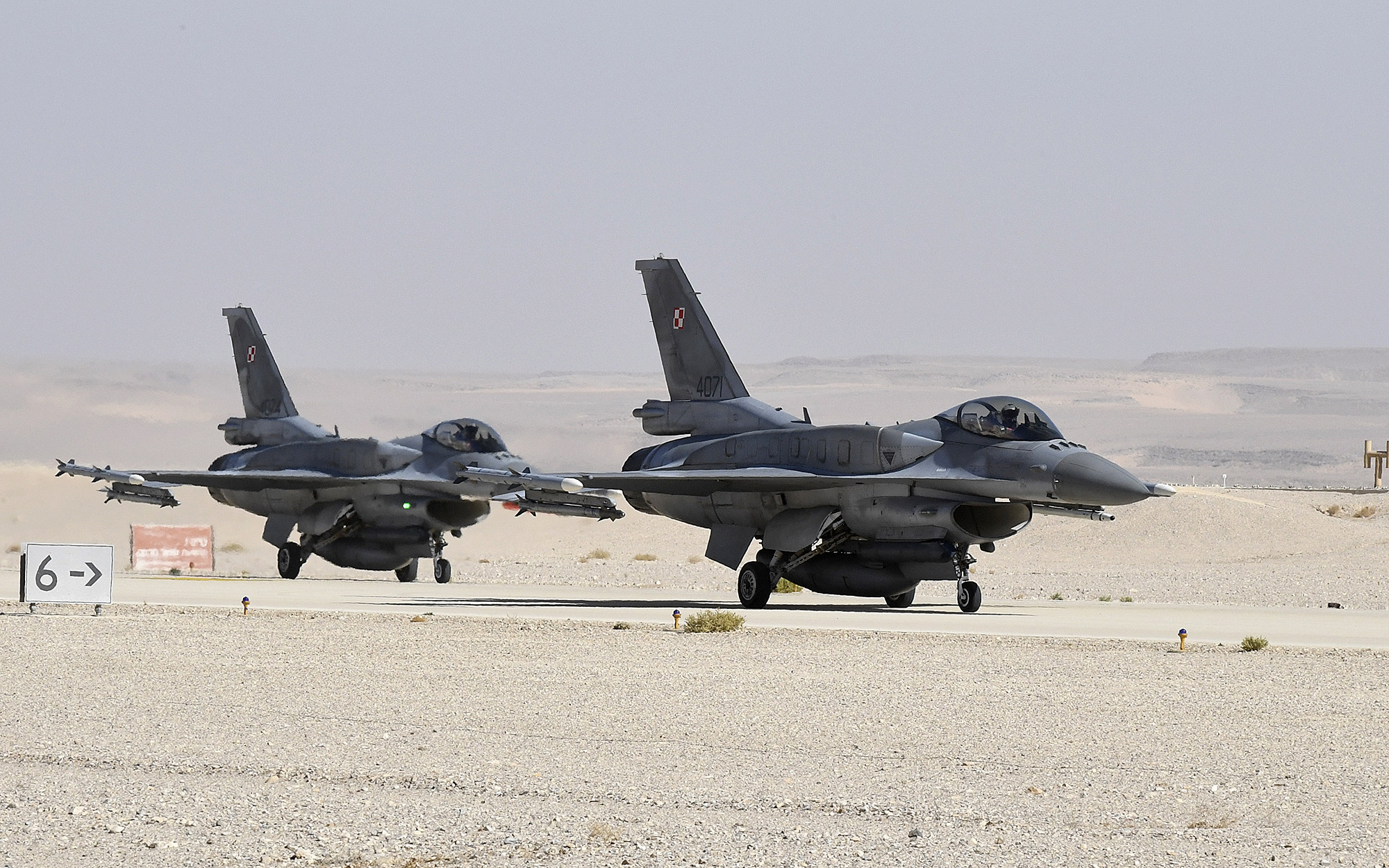
Myśliwce F-16 polskich Sił Powietrznych na ćwiczeniach „Blue Flag 2017” w bazie lotniczej Owda, 2017 rok.

Degel Kachol (hebr. דגל כחול, ang. Blue Flag, pol. Niebieska Flaga) – zapoczątkowane w 2013 roku przez Izrael międzynarodowe ćwiczenia wojskowe z udziałem sił powietrznych, odbywające się na pustyni Negew w bazie lotniczej Owda i nad Morzem Śródziemnym. Polegają one na symulacji scenariuszy wojennych, wymianie doświadczeń i rozwijaniu współpracy wojskowej. Do tej pory ćwiczenia odbywały się co dwa lata, w 2013, 2015, 2017, 2019 i 2021 roku. Są one uznawane za największe międzynarodowe ćwiczenia w Izraelu. Uczestniczyli w nich piloci US Air Force, polskich Sił Powietrznych, sił powietrznych Włoch, Grecji, Niemiec, Francji i Wielkiej Brytanii, a także obserwatorzy i attache wojskowi z różnych państw.

## Edycje

### 2013
Pierwsze tego typu ćwiczenia zostały przeprowadzone w dniach 24–28 listopada 2013 roku, w celu ulepszenia zdolności operacyjnych i efektywności bojowej uczestników, pogłębienia współpracy militarnej, podzielenia się doświadczeniami bojowymi. Przebieg „Blue Flag 2013” polegał na podzieleniu uczestników, zgodnie z założonym, wojennym scenariuszem ćwiczeń, na dwa zespoły: niebieski (siły międzynarodowe) oraz czerwony (przeciwnik). Drużyna czerwona miała symulować naruszenie przestrzeni powietrznej drużyny niebieskiej oraz zaatakować przeciwnika. Drużyna niebieska miała podjąć działania eliminujące zagrożenie. Rolę agresora na „Blue Flag 2013” przyjęły Siły Powietrzne Izraela. W trakcie ćwiczeń przeprowadzono symulację starć i przeprowadzenia walk powietrznych oraz ataków lądowych przy udziale systemów przeciwlotniczych. W trakcie ćwiczeń współpraca objęła również szczebel dowodzenia, reprezentant każdego państwa uczestniczącego pełnił funkcję dowódcy operacyjnego i koordynował działania przeprowadzane w ramach scenariusza.

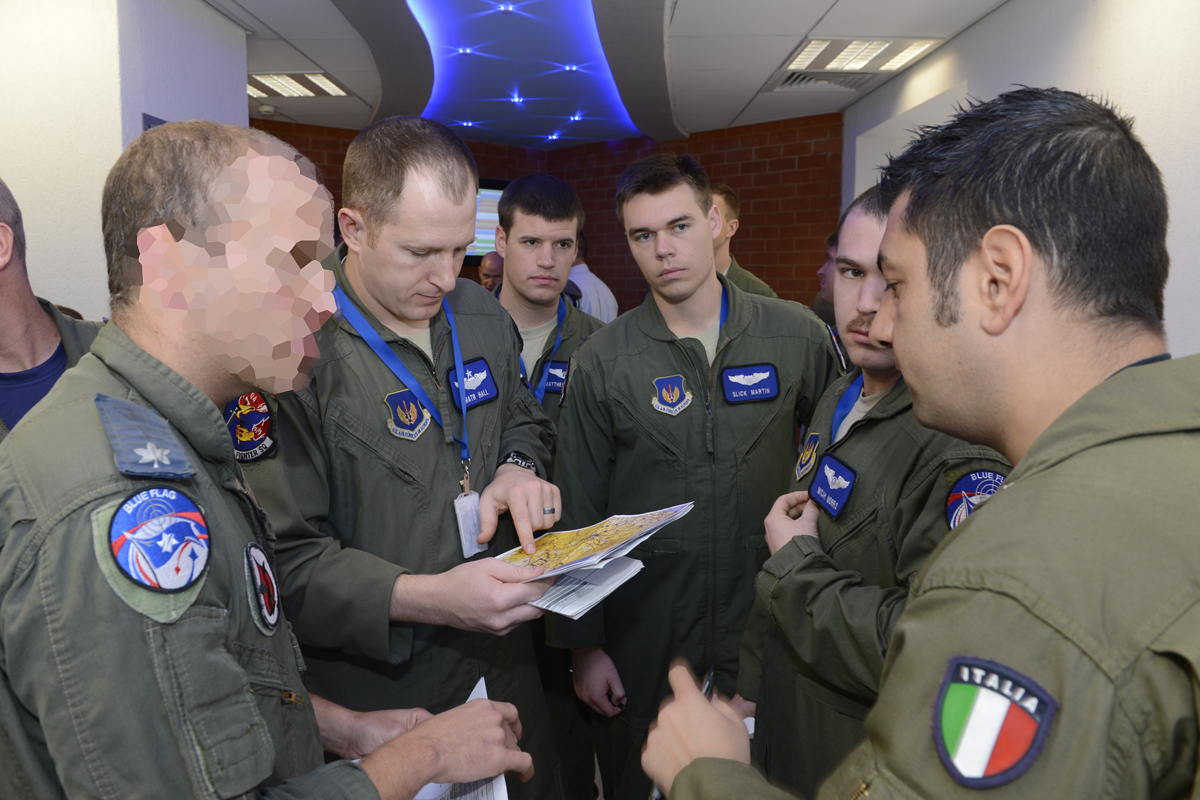
Izraelscy i włoscy piloci w bazie lotniczej Owda, 25 listopada 2013 roku.

W ćwiczeniach wzięły udział następujące państwa (łącznie w ćwiczeniach wzięło udział do 60 samolotów):
- Grecja, F-16,
- Izrael, F-16I Sufa,
- Stany Zjednoczone, F-15E Strike Eagle,
- Włochy, Panavia Tornado i AMX.

### 2015

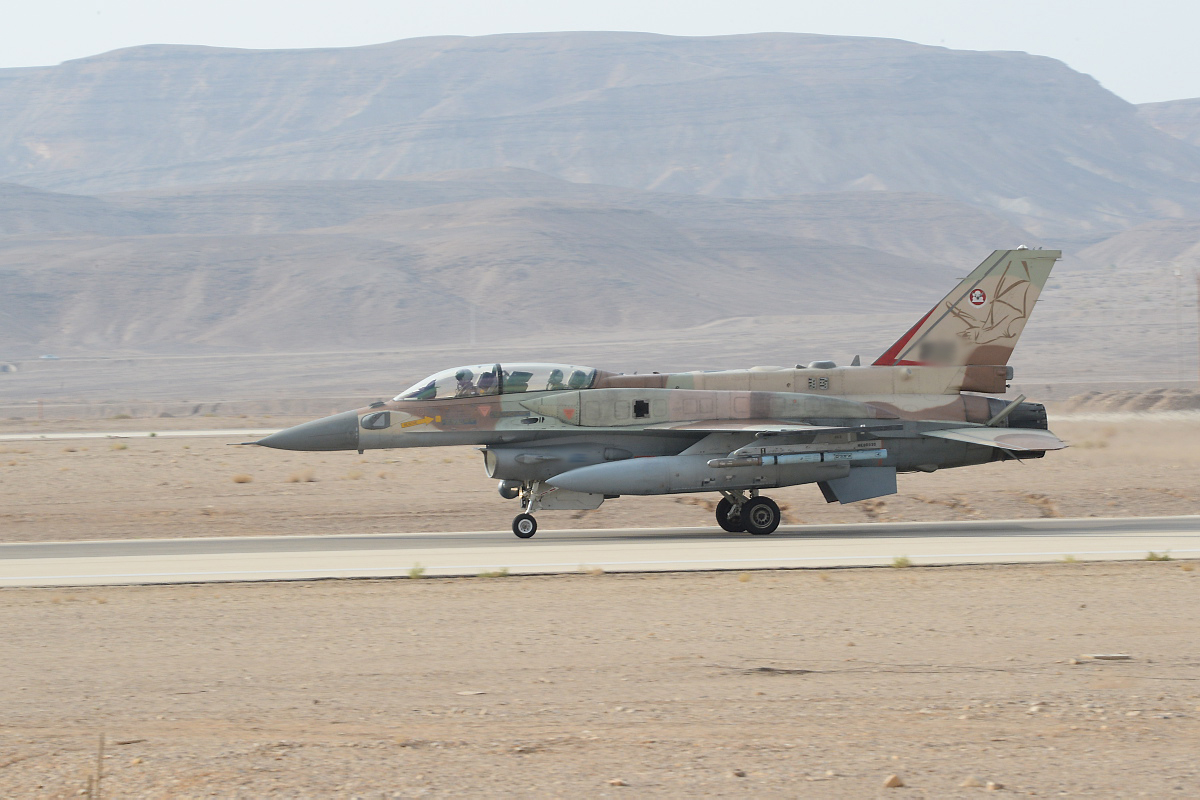
Izraelski myśliwiec F-16I Sufa w bazie lotniczej Owda, 26 października 2015 roku

W trakcie „Blue Flag 2015”, przeprowadzonych w dniach 14–30 października, powtórzono symulację scenariusza wojennego z symulacją ataków lądowych i powietrznych w dzień i w nocy. Dodatkowo program ćwiczeń rozszerzono o tankowania w locie, udział śmigłowców bojowych i transportowych, walkę elektroniczną, transport powietrzny. Co więcej, organizatorzy poszerzyli potencjalne zagrożenia o rakiety ziemia-powietrze i piechotę wyposażoną w broń przeciwlotniczą. Na ćwiczenia przybyło 24 attache wojskowych oraz 34 zagranicznych obserwatorów. Ponadto, oprócz pilotów udział w „Blue Flag 2015” wzięły obsługi naziemne.
Pierwszy raz na „Blue Flag” pojawiły się także samoloty polskich Sił Powietrznych z 31. Bazy Lotnictwa Taktycznego. Strona polska uznała, że międzynarodowe manewry i możliwość wymiany doświadczeń z myśliwcami F-16 może wpłynąć na doskonalenie zdolności polskich pilotów. Oprócz maszyn wielozadaniowych Polska wysłała do Izraela dodatkowo 80 wojskowych. Ćwiczenia były wizytowane przez Inspektora Sił Powietrznych gen. dyw. Jana Śliwkę, który odbył spotkanie z dowódcą Sił Powietrznych Izraela gen. dyw. Amirem Eszelem i odwiedził Muzeum Sił Lotniczych Izraela w Chacerim. Śliwka zaznaczył, że są to istotne ćwiczenia dla stosunków polsko-izraelskich oraz współpracy obronnej między oboma państwami. Ponadto pozytywnie ocenił wymianę doświadczeń w użytkowanie tego samego uzbrojenia.
W ćwiczeniach wzięły udział następujące państwa (54 samoloty):
- Grecja, F-16,
- Izrael, F-16I Sufa, F-15 Baz, F-16C/D Barak,
- Polska, F-16C/D Block 52+ (6 myśliwców[7]),
- Stany Zjednoczone, F-15E Strike Eagle,

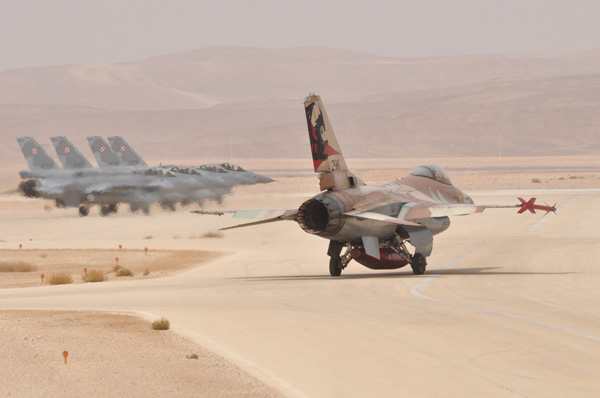
Izraelski F-16I Sufa i polskie F-16C/D Block 52+

### 2017
Trzecie ćwiczenia odbywały się w dniach 2–16 listopada 2017 roku. Jak we dwóch poprzednich edycjach, piloci brali udział w symulacji scenariusza wojennego. Uczestników podzielono na zespół niebieski (Izraelczycy wraz z uczestnikami) i zespół czerwony (izraelskie myśliwce i izraelskie wojska przeciwlotnicze). Do ćwiczeń „Blue Flag 2017” dodano dodatkowy element, a mianowicie zaangażowano jednostkę specjalną z Indii. Dokonała ona desantu z indyjskiego samolotu C-130J Super Hercules i uczestniczyła we wspólnych manewrach z izraelską jednostką SAR Jechidat 669 oraz transportową 103. Eskadrą Izraelskich Sił Powietrznych. Poza tym piloci uczestniczyli w ćwiczeniach ze zwiadu powietrznego, zwalczania obrony przeciwlotniczej, ochrony granic, nalotów i przechwytywania. W „Blue Flag 2017” pierwszy raz w historii wzięli udział Niemcy. Był to też pierwszy raz od 100 lat, kiedy samoloty Luftwaffe pojawiły się w na terenie dzisiejszego Izraela. W ćwiczeniach udział wzięło od 1200 do 1500 osób, od szczebla dowodzenia po personel naziemny, w tym 400 osób stanowili żołnierze spoza Izraela.
W ćwiczeniach po raz drugi wzięły udział polskie Siły Powietrzne. W Izraelu znalazło się 6 myśliwców F-16 oraz 120 członków personelu naziemnego. Polska strona kolejny raz oceniła udział polskich lotników za pożyteczny i mogący podnieść ich umiejętności. Musieli oni działać w pustynnych warunkach, gdzie temperatury są wysokie, a duże zapylenie osłabia działania czujników.

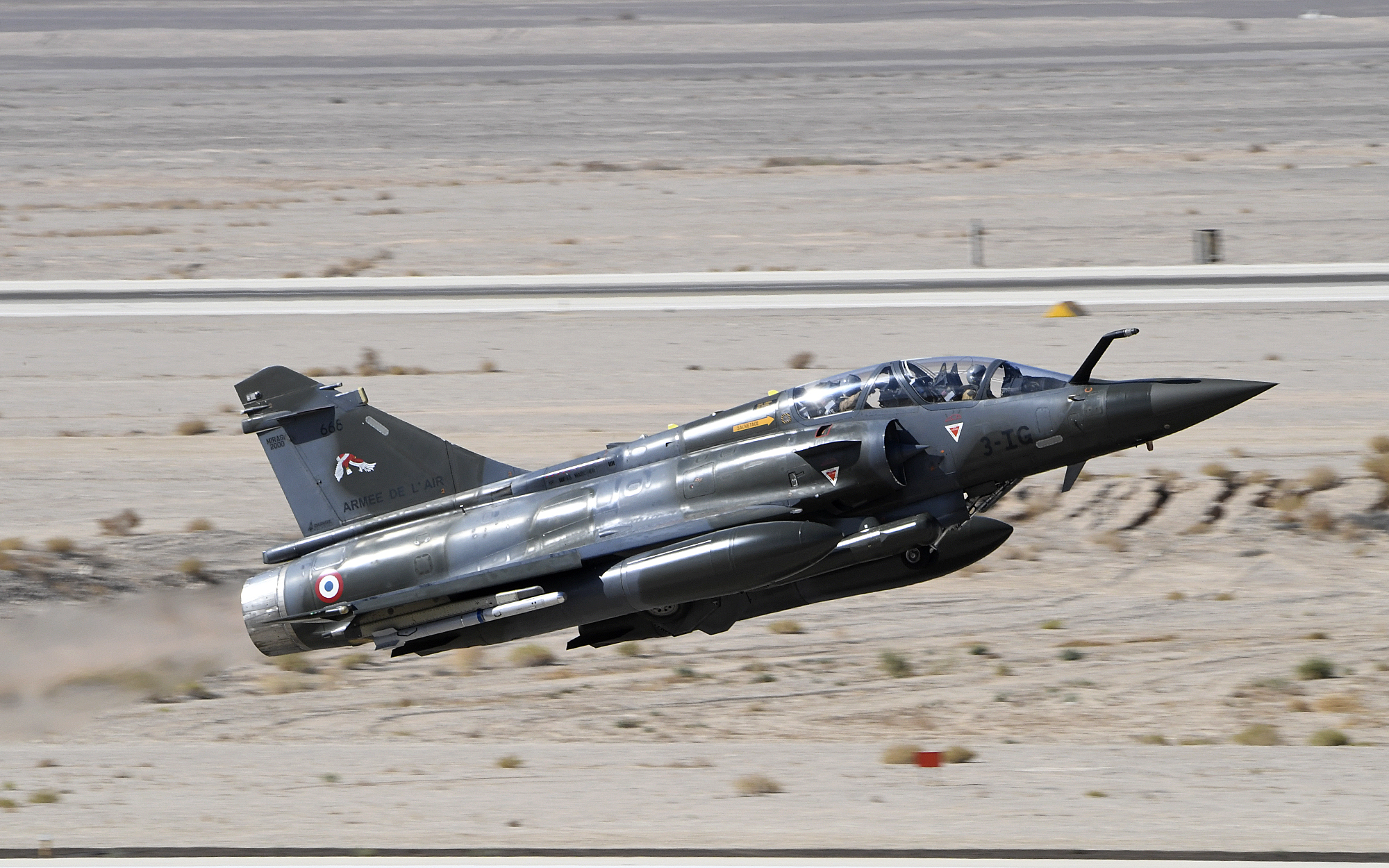
Francuski myśliwiec Mirage 2000D podczas ćwiczeń na pustyni Negew, 2017 rok.

W ćwiczeniach wzięły udział następujące państwa (80 samolotów):
- Francja, Mirage 2000D (5 myśliwców),
- Grecja, F-16 (5 myśliwców),
- Indie, C-130J Super Hercules (jeden samolot transportowy i jednostka specjalna),
- Izrael, F-16I Sufa, F-15 Baz, F-16C/D Barak,
- Niemcy, Eurofighter Typhoon (6 myśliwców),
- Polska, F-16C/D Block 52+ (6 myśliwców),
- Stany Zjednoczone, F-16 (7 myśliwców),
- Włochy, Panavia Tornado (5 myśliwców).

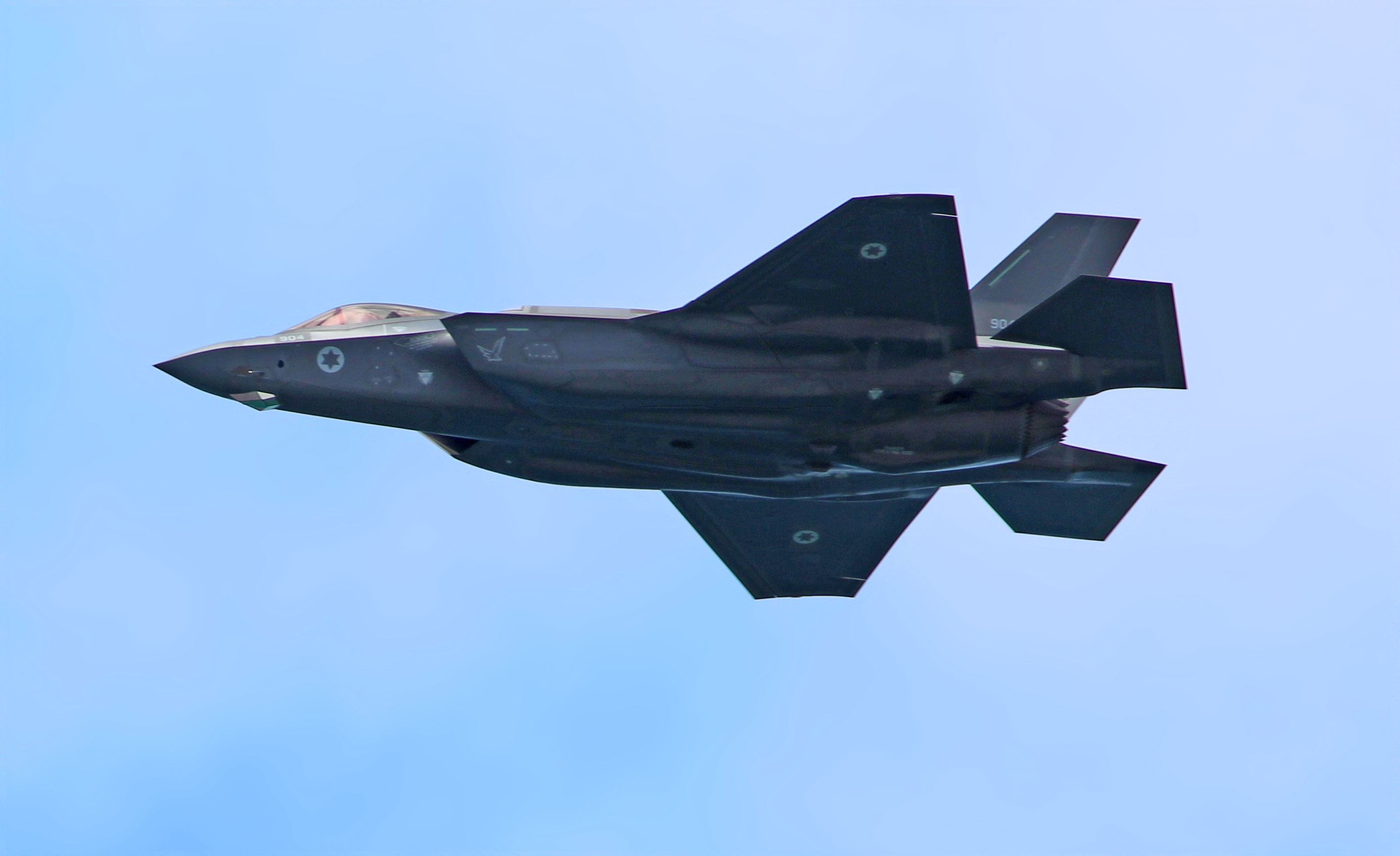
Izraelski F-35.

### 2019
W czwartej edycji, przeprowadzanej w dniach 3–18 listopada 2019 roku, scenariusz ćwiczeń przewidywał przełamywanie obrony powietrznej wroga, walki powietrzne, przeloty na małych wysokościach, korzystanie z systemów przeciwdziałania elektronicznego, zwalczanie rakiet ziemia-powietrze i neutralizację systemów A2/AD (ang. Anti Access/Area Denial weapon). W ćwiczenia zaangażowano także systemy Patriot. Tym razem w ćwiczeniach wzięły udział samoloty różnych generacji (czwartej i piątej), co poszerzyło możliwości współpracy. Izraelczycy zorganizowali również wykłady, w których dzielili się swoją wiedzą na temat działań powietrznych, które prowadzą na co dzień.
W ćwiczeniach wzięły udział następujące państwa:
- Grecja, F-16 (4 myśliwce),
- Izrael, F-16I Sufa, F-15 Baz, F-16C/D Barak, F-35 Adir, Boeing 707 (łącznie 30 samolotów),
- Niemcy, Eurofighter Typhoon (6 myśliwców),
- Stany Zjednoczone, F-16 (12 myśliwców),
- Włochy, F-35 (6 myśliwców), Eurofighter Typhoon (6 myśliwców), Gulfstream G-550 (jeden samolot).

### 2021
Piąta edycja ćwiczeń Degel Kachol odbyła się w dniach 17–28 października 2021 roku. Tym razem głównym założeniem manewrów była wymiana doświadczeń w dziedzinie wdrażania do służby samolotów czwartej i piątej generacji oraz poszerzanie możliwości ich użytkowania przez państwa uczestniczące. Scenariusz ćwiczeń zakładał starcie się dwóch państw w walkach powietrznych oraz powietrzno-lądowych. Dodatkowo ćwiczono walkę z systemami przeciwlotniczymi: SA 2 (S-75), SA 3 (S-125), SA 6 (2K12 Kub), SA 8 (9K33 Osa), SA 22 (Pancyr-S1), czy bateriami Patriot.
W tych ćwiczeniach, po raz pierwszy od powstania państwa w 1948 roku w Izraelu stacjonowali Brytyjczycy, po raz pierwszy pojawiły się francuskie samoloty bojowe, po raz pierwszy dokonano wspólnego przelotu izraelsko-niemieckiego nad Knesetem, po raz pierwszy Indie oddelegowały swoje samoloty bojowe. Dodatkowo manewry nadzworował dowódca sił powietrznych Zjednoczonych Emiratów Arabskich.
W ćwiczeniach wzięły udział następujące państwa:
- Francja: Dassault Rafale,
- Grecja, F-16,
- Indie, Mirage 2000,
- Izrael, F-35I Adir, F-15 Baz, F-16C/D Barak,
- Niemcy, Eurofighter Typhoon,
- Wielka Brytania, Eurofighter Typhoon,
- Włochy, F-35, Gulfstream G550.

## Znaczenie ćwiczeń „Blue Flag”
Z perspektywy Izraela, który nie jest członkiem NATO, odbycie międzynarodowych ćwiczeń jest szansą na rozbudowanie relacji wojskowych i politycznych, a także zwiększenie możliwości sojuszniczych. Jest to także sposób na pokazanie możliwości logistycznych i organizacyjnych przez stosunkowo małe państwo jakim jest Izrael. Według gazety „Ha-Arec” wspólne manewry są też elementem przedłużenia dyplomacji. Żołnierze oprócz wymiany doświadczeń mogą poznać inne kultury i obyczaje. Poprzez takie podejście Izrael próbuje zyskać przychylność części państw na świecie. Jest to także strategiczny pokaz siły i pozycji Izraela w regionie Bliskiego Wschodu. Z perspektywy wojskowej jest to możliwość wymiany doświadczeń, poznania taktyki działania i sposobów dowodzenia. Izrael poprzez „Blue Flag” chce także stworzyć wspólne metody reagowania i działania państw walczących z terroryzmem.